# Somos Parte del Mundo
Somos Parte del Mundo (SPDM) es un colectivo ecuatoguineano feminista y LGTBIQA+  de personas lesbianas, gais, bisexuales, transexuales, intersexuales y demás orientaciones sexo-afectivas que se crea en 2016. Lucha por el reconocimiento, la inclusión social y la mejora de las condiciones de vida y el respeto de los derechos humanos de estos grupos.

## Historia
Fue fundada en junio de 2016, en el marco de las actividades realizadas a raíz de la celebración del orgullo LGTBIQA+ de ese año con el título de semana de diversidad. Es miembro de la Asociación Internacional de Lesbianas, Gais, Bisexuales, Trans e Intersex - ILGA.
Los poderes públicos de Guinea Ecuatorial penalizan la homosexualidad con el apoyo de la ley número 8/1980 de fecha 9 junio, Reguladora del Orden Público; la Ley de Vagos y Maleantes de 1954; y el Código de Justicia Militar.
En 2020 se presentó en el Parlamento español una proposición no de ley para la promoción y la defensa de los derechos humanos de las personas LGTBI en Guinea Ecuatorial.
En 2023, setenta y cuatro organizaciones y plataformas de Derechos Humanos, de defensa de los Derechos LGTBI+ y feministas españolas y otras de carácter internacional firmaron una carta de apoyo a Somos Parte del Mundo ante el acoso y la intimidación sufrida por el estado ecuatoguineano.
El coordinador del colectivo en 2025 es Gonzalo Abaha Nguema Mikue.

## Sectores de actuación
Busca denunciar la situación de la población lesbiana, gay, bisexual, transexual, intersexual, queer, etc. (LGTBIQA+) en Guinea Ecuatorial a causa de las restricciones por parte del Estado, a través de sus políticas, de las libertades y derechos de estas ciudadanía. Al ser Guinea Ecuatorial un estado miembro de las Naciones Unidas y al haber firmado y ratificado varios convenios y protocolos de derechos humanos civiles, políticos, económicos, sociales, y culturales, se deberían cumplir una serie de obligaciones que no se respetan, lo que es especialmente grave en el caso de la comunidad LGBTQA+.
Las personas LGBTIQA+ enfrentan discriminación estructural, violencia institucional, aislamiento forzado y estigmatización social. Cada día, las mujeres son víctimas de violencia sexual y maternidad forzada; mujeres trans viven en situaciones de prostitución forzada y extrema vulnerabilidad; hombres gais sufren terapias de conversión, tortura, arrestos arbitrarios y agresiones físicas.
Los objetivos de Somos Parte del Mundo son:
- La promoción y el empoderamiento de las personas LGTBIQA+.
- La promoción y el empoderamiento de las mujeres.
- La promoción del ejercicio de los derechos de la salud sexual y reproductiva.
- La promoción en educación y protección jurídica.

Además, impulsa iniciativas de micro becas escolares, apoyo en salud, banco de alimentos, banco de medicinas, talleres, etc. y elabora informes sobre torturas, trata de personas y homofobia, denunciando prácticas como detenciones arbitrarias, violencia policial y exclusión social de las personas LGTBIQA+.
La organización cuenta con sedes en Malabo y Bata, y su equipo está compuesto por activistas que se comprometen con la defensa activa de los derechos humanos en Guinea Ecuatorial.

## Premios y reconocimientos
- En 2024, el sindicato español UGT otorgó el Premio Internacional por los Derechos Humanos a Trifonia Melibea Obono Ntutum, asesora del colectivo Somos Parte del Mundo.[15]